# Amelia Tiganus
Amelia Tiganus   (Galați, 11 de març de 1984) és una escriptora i activista feminista romanesa supervivent del tràfic de dones per la prostitució. Va ser venuda a un proxeneta quan tenia 17 anys i traslladada a Espanya per exercir la prostitució. Després de ser expotada sexualment durant cinc anys (2002 a 2007) va aconseguir sortir del sistema d'explotació. Des de llavors viu al País Basc.
És autora del llibre La revuelta de las putas. De víctima a activista (2021) en el que a més d'explicar la seva experiència, defensa l'abolicionisme de la prostitució com a camí per combatre el tràfic de dones i nenes.

## Biografia
Amelia Tiganus va néixer a una família de classe treballadora i va créixer a Romania. Va ser violada en grup de camí a l'escola quan tenia 13 anys, i des de llavors la seva vida va canviar. Sense el recolzament psicològic del seu entorn, sense les eines emocionals per recuperar-se de l'agressió sent menor d'edat, sense acompanyament jurídic que pogués ajudar-li a tramitar una denúnca, les violacions van continuar i es van sistematitzar. Una de les conseqüències d'aquest fet traumàtic va ser que amb només 13 anys es va veure abocada a abandonar els estudis. Havia sigut una bona estudiant i volia ser professora o metgessa. Amb 17 anys va ser venuda a un proxeneta espanyol per 300 euros. Va ser prostituida inicialment a Alacant, sent traslladada per més de 40 prostíbuls, als que anomena camps de concentració, durant més de cinc anys. Al 2007, el col·lapse físic i emocional que li va comportar aquest període d'esclavitud sexual la va fer aturar-se i des de llavors viu a Euskadi.